# قرار ملاقات دو ناشناس (فیلم ۲۰۱۵)
قرار ملاقات دو ناشناس (به انگلیسی: Blind Date) و قرار بدون آشنایی قبلی (به فرانسوی: Un peu, beaucoup, aveuglément) فیلمی محصول سال ۲۰۱۵ و به کارگردانی کلوویس کرنیاک است. در این فیلم بازیگرانی همچون ملانی برنیه، کلوویس کرنیاک، لیلو فوگلی، فیلیپ دوکن و مانو پایت ایفای نقش کرده‌اند.